# Megachile nasalis
Megachile nasalis är en biart som beskrevs av Smith 1879. Megachile nasalis ingår i släktet tapetserarbin, och familjen buksamlarbin. Inga underarter finns listade i Catalogue of Life.